# Тимоклея
Тимоклея (др.-греч. Τιμόκλεια) — женщина, фигурирующая в жизнеописании Александра Македонского, написанном Плутархом.
Согласно этому тексту, когда войска царя взяли Фивы в 335 году до н. э., фракийцы разграбили город, и их командир изнасиловал Тимоклею. После этого он начал её допрашивать о спрятанных деньгах, и она притворилась, что готова показать ему тайник, отвела в сад и сказала, что деньги спрятаны в колодце. Когда насильник нагнулся, она столкнула его в колодец и завалила камнями.
Женщину схватили солдаты и отвели на суд Александра Великого. Она держалась с великим достоинством и рассказала царю, что её брат Феаген командовал фиванцами в сражении при Херонее с отцом Александра — Филиппом II «за свободу Греции». Александр был так впечатлен её мужеством, что даровал свободу ей и её семейству.
Морель в 1658 году написал трагикомедию «Timoclée, ou La générosité d’Alexandre», а Александр Арди (Alexandre Hardy, 1570?-1632?) трагедию «Timoclée, ou la Juste vengeance».
Среди многочисленных бедствий и несчастий, постигших город, произошло следующее. Несколько фракийцев ворвались в дом Тимоклеи, женщины добродетельной и пользовавшейся доброй славой. Пока фракийцы грабили имущество Тимоклеи, их предводитель насильно овладел женщиной, а потом спросил её, не спрятала ли она где-нибудь золото или серебро. Тимоклея ответила утвердительно и, отведя фракийца в сад, показала колодец, куда, по её словам, она бросила во время взятия города самые ценные из своих сокровищ. Фракиец наклонился над колодцем, чтобы заглянуть туда, а Тимоклея, став сзади, столкнула его вниз и бросала камни до тех пор, пока не убила врага. Когда связанную Тимоклею привели к Александру, уже по походке и осанке можно было судить о величии духа этой женщины — так спокойно и бесстрашно следовала она за ведущими её фракийцами. На вопрос царя, кто она такая, Тимоклея ответила, что она сестра полководца Феагена, сражавшегося против Филиппа за свободу греков и павшего при Херонее. Пораженный её ответом и тем, что она сделала, Александр приказал отпустить на свободу и женщину, и её детей.